# Aigle de Suger
L'Aigle de Suger est un vase en porphyre à deux anses, datant vraisemblablement de la Rome antique, fait en niellage et or, agrémenté d'une monture médiévale en argent doré pour prendre la forme d'un aigle aux ailes déployées.
Il a été réalisé dans les années 1130-1140, sur les ordres de l'abbé Suger, par des orfèvres parisiens ou de Lotharingie, à partir d'un vase antique. L’Aigle de Suger est un exemple de la préservation d’une relique ancienne qui a conservé toute son intégrité originelle.
Il faisait partie du trésor de Saint-Denis. Il est aujourd'hui conservé au département des objets d'art du musée du Louvre.

## Histoire
De 1122 à sa mort en 1151, Suger, conseiller des rois de France Louis VI le Gros et Louis VII le Jeune, était abbé de la basilique Saint-Denis. Il s'attacha à reconstruire la basilique et à enrichir le trésor de cette église qui occupait une place centrale dans la symbolique royale.
Le vase date probablement du IIe siècle. Selon l’abbé Suger, dans son De rebus in administratione sua gestis : Sugerii abbatis Sancti Dionysii Liber, il trouva « couché pendant des années dans un coffre, un vase égyptien en porphyre admirablement façonné et poli. » Selon ses propres mots, il décida de l’adapter et de le transférer (adaptavimus ... transferre) dans un récipient liturgique « sous la forme d’un aigle » (in aquilae formam), symbole du Christ. L'abbé commanda une monture d'orfèvrerie pour en faire une aiguière liturgique. L'eau s'écoulait par le bec de l'aigle.
L’abbé Suger était collectionneur et mécène ; l’Aigle est l’un des trois vases qu’il possédait. Il a également fait réaliser d'autres vases somptueux qui sont parvenus jusqu'à nous : le Calice d'agate conservé à la National Gallery of Art de Washington, l'Aiguière de sardoine, autre vase du trésor de Saint-Denis, et le Vase de cristal d'Aliénor, conservés au musée du Louvre.
Suger avait le désir de rassembler et de commander des œuvres d’art de qualité car il appréciait les objets beaux et complexes. Cette œuvre prouve son admiration pour le monde antique. De plus, Suger pensait qu’en commandant et conservant une collection d’œuvres d’art nouvelles, comme  son Aigle, il honorerait Dieu et ce qui est maintenant la cathédrale Saint-Denis. En tant que chef du monastère de Saint-Denis, son objectif était de créer un lieu de beauté et de culte digne de Dieu. Il a utilisé les œuvres d'art qu’il avait collecté pour mettre en valeur et créer un lieu somptueux où pratiquer la religion.
Deux grandes gravures de 1706 représentent le trésor de Saint-Denis (y compris le vase à l'aigle) tel qu’il était alors exposé, dans un cabinet. Sa popularité en tant qu’attraction touristique a empêché la destruction totale du trésor pendant la Révolution française. L’Aigle et trois autres récipients liturgiques de Suger, le vase de la reine Éléonore et la carafe du roi Roger, tous deux en cristal de roche, ainsi qu’une abreuvoir en sardonyx, se sont retrouvés à la Galerie d'Apollon au Louvre.
L'Aigle de Suger a inspiré le Chrémier en forme de colombe réalisé par Jean-Alexandre Chertier sur des plans d'Eugène Viollet-le-Duc en 1866 pour le trésor de la cathédrale Notre-Dame de Paris.

## Symbolisme
Le vase prend la forme d’un aigle, une métaphore de Jésus-Christ qui a servi de symbole du christianisme après que Rome ait abandonné la pratique des croyances païennes. L’aigle est connu comme symbole du Christ, en partie à la suite des commentaires d’Aristote sur les aigles et leur capacité de regarder le soleil. Ces observations ont ensuite été comparées aux récits bibliques sur Jésus-Christ, reliant l’image du Christ montant au ciel pour rencontrer Dieu à celle d’un vol d’aigle regardant le soleil.
Une autre interprétation est que l’abbé Suger a choisi un aigle comme visuel principal afin de donner au vase l’esprit d’un aigle. Suger a peut-être eu cette idée du roi Marobod, qui, comme lui, croyait qu’il pouvait verser l’esprit d’un animal dans un vase, dans son cas, en saphir. Marobod a également été connu pour associer des objets inanimés avec des créatures vivantes, de manière similaire à la façon dont Suger associait son vase à un aigle, soi-disant pour donner plus de vie à l’objet.

## Description

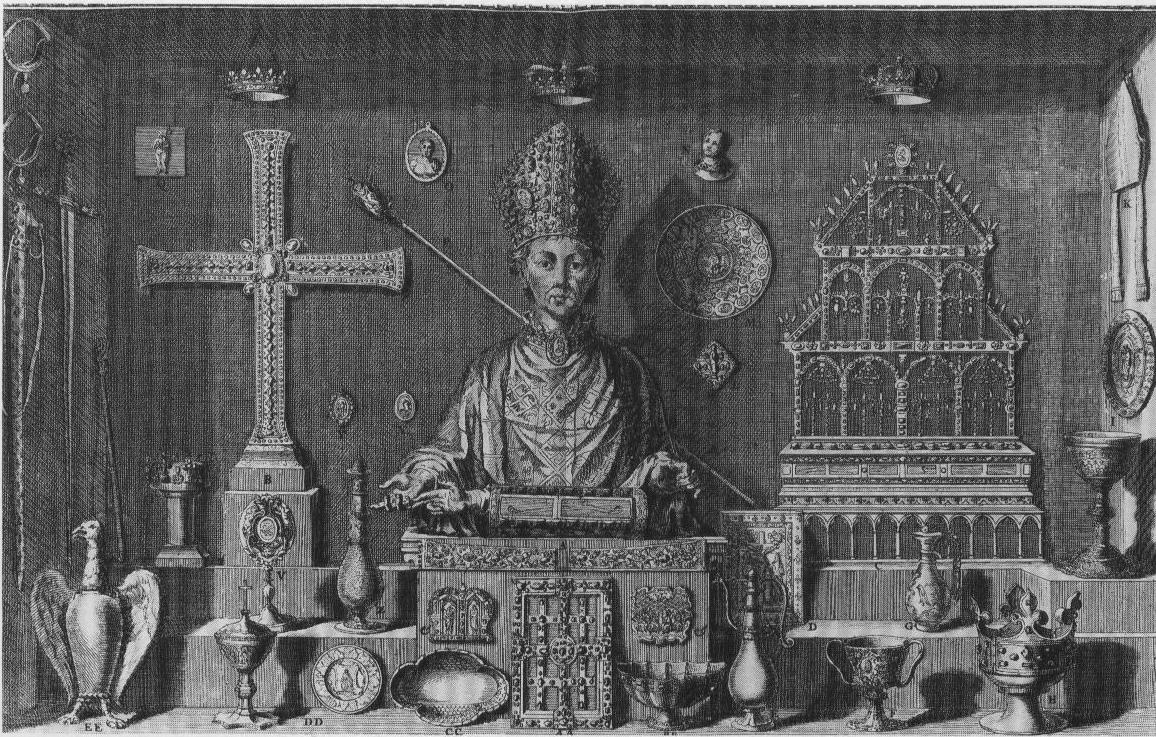
Gravure de Dom Félibien de 1706 montrant l'une des armoires du trésor de St-Denis contenant entre autres l'aiguière d'Aliénor, l'Aigle de Suger, la Croix de Suger, Joyeuse, l'aiguière de sardoine, la navette godronnée de St-denis, l'aiguière à décor d'oiseau, la Couronne de Charlemagne...

L'objet, haut de 43 cm et large de 27 cm, est constitué d'un vase en porphyre rouge d'origine romaine (ou égyptienne?), et d'une monture en argent doré. Celle-ci comprend un piédestal formé d'une queue rigide, de deux ailes déployées et d'une impressionnante tête d'aigle au bec entrouvert surmontant le cou qui s'ajuste à l'ouverture du vase. Les plumes sont d'une gravure nerveuse.
Ce vase a été fabriqué à partir de quelques matériaux différents, dont le porphyre rouge antique, l’argent doré et le niellage. L’argent doré est de l’argent qui a été recouvert d’une couche d’or ; le niellage est un alliage dont la couleur est noire métallisée, souvent utilisé à des fins décoratives sur des surfaces métalliques avec des matériaux tels que le plomb ou l’argent. Des pierres et des métaux complexes sont incrustés dans l’or et l’argent doré à la base du cou de l’aigle et à l’embouchure du vase.
Sur la collerette à la base du cou, une inscription : « INCLU (di) GEMMIS LAPIS ISTE MERE (t) UR ET AURO / MARMOR ERAT SED IN HIS MARMORE CARIOR EST » (« Cette pierre méritait d'être sertie dans l'or et les pierres précieuses. Elle était de marbre mais elle est ainsi plus précieuse que le marbre »).
Le dessin de l'aigle est d'influence byzantine ; son aspect pourrait avoir été inspiré par l'étoffe byzantine du IXe siècle appelée « suaire de Saint-Germain » se trouvant en l'église Saint-Eusèbe d'Auxerre. Il annonce aussi par certains côtés les débuts de l'art gothique.

### Caractéristiques physiques: aigle ou faucon?
L'abbé Suger parle lui-même d'un aigle (« in aquilae formam »), mais l'artiste a plutôt représenté ce qu'il avait facilement à sa disposition, à savoir un faucon, dont les dents tomiales, une de ses caractéristiques, se voient distinctement.
La forme du bec de l’oiseau, ses narines et ses ailes sont quelques-unes des caractéristiques de l’oiseau sculpté qui tendent vers un faucon. Les aigles, bien que d’apparence similaire aux faucons, n’ont pas de bec ou de narines incurvées ; leurs ailes prennent une forme différente de celle qui est représentée sur l’Aigle de Suger. Le vase a cependant aussi des caractéristiques propres à un aigle : le cou de l’oiseau, ainsi que les pattes et la queue, ont l'anatomie d’un aigle. En y regardant de plus près, on peut supposer que l’oiseau a été modelé d’après un rapace, qui est un autre grand oiseau de proie. Cette catégorie d’oiseaux comprend les faucons, les aigles et autres rapaces, qui étaient communément présents au cours de la période où l’Aigle de Suger a été réalisé. Malgré ses traits dépareillés, l’oiseau sculpté est toujours désigné comme un aigle.

## Spolia
L’Aigle de Suger est un exemple d’une œuvre d’art médiéval qui utilise une spolia : une spolia utilise des matériaux provenant d’objets et d’œuvres plus anciens pour créer quelque chose de nouveau. L’Aigle de Suger utilise une pièce qui était à l’origine une amphore. Le vase sert maintenant de corps à l’oiseau. La tête, les pieds et les ailes de l'aigle sont constitués d’autres matériaux qui ont été ajoutés, y compris l’or (ou argent doré), le porphyre rouge et le niellage. Comme le vase a été réutilisé, il s’agit également d’une forme d’Interpretatio Christiana qui fait référence à la transformation de matériaux païens dans un contexte chrétien.